# 长须膜头鳕
长须膜头鳕（学名：Hymenocephalus longibarbis）為輻鰭魚綱鱈形目鼠尾鱈科的其中一種。分布于斐济群岛的Matuku外海（水深576.1米）以及南中国海东沙群岛海域（水深275米）等，属于深海小型底层鱼类。體長可達25.5公分，棲息在大陸棚底層水域，生活習性不明。该物种的模式产地在Matuku外海、Fiji群岛。